# Ô nhiễm bức xạ điện từ
Ở mức thông lượng đủ cao, các dải bức xạ điện từ khác nhau được phát hiện là có thể gây ra những ảnh hưởng có hại tới sức khỏe con người. Bức xạ điện từ có thể được phân thành hai loại: bức xạ ion hóa và bức xạ không ion hóa, dựa trên khả năng liên kết của một photon đơn với hơn 10 năng lượng eV để ion hóa nguyên tử hoặc phá vỡ liên kết hóa học. Tia cực tím và các tần số cao hơn như tia X hoặc tia gamma đang ion hóa và chúng gây ra những nguy cơ đặc biệt là bức xạ và ngộ độc bức xạ. Trong những năm 70 của thế kỷ 20 chứng kiến sự gia tăng đáng kể số lượng thiết bị phát ra bức xạ không ion hóa trong xã hội, điều này khiến các nhà nghiên cứu và bác sĩ lâm sàng quan tâm đến sức khỏe, đồng thời quan tâm đến các quy định của chính phủ vì mục đích an toàn. Cho đến nay, mối nguy hại sức khỏe phổ biến nhất của bức xạ là cháy nắng, gây ra khoảng 100.000 đến 1 triệu ca ung thư da mới hàng năm ở Hoa Kỳ.

## Mối nguy hiểm

### Bên ngoài
Bức xạ điện từ (EMR) có thể gây ra dòng điện trong vật liệu dẫn điện đủ mạnh để tạo ra tia lửa điện (vòng cung điện) khi điện áp cảm ứng vượt quá điện áp đánh thủng của môi trường xung quanh (ví dụ không khí ở 3,0 MV / m). Những thứ này có thể gây điện giật cho người hoặc động vật. Ví dụ, phát xạ vô tuyến từ các đường dây truyền tải đôi khi gây ra chấn động cho công nhân xây dựng từ các thiết bị gần đó, khiến OSHA phải thiết lập các tiêu chuẩn để xử lý thích hợp.
Tia lửa điện do EMR gây ra có thể đốt cháy các vật liệu hoặc khí dễ cháy gần đó, có thể đặc biệt nguy hiểm khi ở gần chất nổ hoặc pháo hoa. Rủi ro này thường được Hải quân Hoa Kỳ (USN) gọi là Nguy cơ Bức xạ Điện từ đối với Vật chất (HERO). Tiêu chuẩn Quân sự Hoa Kỳ 464A (MIL-STD-464A) yêu cầu đánh giá HERO trong một hệ thống, nhưng tài liệu USN OD 30393 cung cấp các nguyên tắc và thiết kế để kiểm soát các nguy cơ điện từ đối với vật liệu. Rủi ro liên quan đến việc tiếp nhiên liệu được gọi là Nguy cơ bức xạ điện từ đối với nhiên liệu (HERF). NAVSEA OP 3565 Vol. 1 có thể được sử dụng để đánh giá HERF, cho biết mật độ công suất tối đa là 0,09 W / m² cho các tần số dưới 225 MHz (tức là 4,2m cho bộ phát 40W).

### Bên trong
1. ↑  Cleveland, Jr., Robert F.; Ulcek, Jerry L. (tháng 8 năm 1999). Questions and Answers about Biological Effects and Potential Hazards of Radiofrequency Electromagnetic Fields (PDF) (ấn bản thứ 4). Washington, D.C.: OET (Office of Engineering and Technology) Federal Communications Commission. Truy cập ngày 29 tháng 1 năm 2019.
2. ↑  Siegel (ngày 8 tháng 1 năm 2020). “Cancer statistics, 2020”. ACS Journals. 70 (1): 7–30. doi:10.3322/caac.21590. PMID 31912902.
3. ↑  Cleaver JE, Mitchell DL (2000). “15. Ultraviolet Radiation Carcinogenesis”.  Trong Bast RC, Kufe DW, Pollock RE,  và đồng nghiệp (biên tập). Holland-Frei Cancer Medicine (ấn bản thứ 5). Hamilton, Ontario: B.C. Decker. ISBN 1-55009-113-1. Truy cập ngày 31 tháng 1 năm 2011.
4. ↑  Britton, Laurence G. (2010). Avoiding Static Ignition Hazards in Chemical Operations. A CCPS Concept Book. 20. John Wiley & Sons. tr. 247. ISBN 9780470935392.
5. ↑  “Radiofrequency Energy Poses Unseen Hazard”. EHS Today. Informa USA, Inc. ngày 11 tháng 12 năm 2002. Truy cập ngày 3 tháng 2 năm 2019.